# Natten är dagens mor
Natten är dagens mor räknas som en modern svensk teaterklassiker och är en socialrealistisk pjäs av Lars Norén med delvis självbiografiskt innehåll från hans uppväxt i byn Genarp på skånska landsbygden. Dramat utspelas ett intensivt åsktungt dygn (den 9 till 10 maj, 1956) i köket till familjens lilla hotell i Skåne med en ägarefamilj i sönderfall, en alkoholiserad far (Martin), en sjuklig kedjerökande mor (Elin) och de två unga sönerna Georg och identitetssökande födelsedagsbarnet David på väg in i vuxenvärlden och med amerikansk jazzmusik som fond. Titeln är tagen från dikten Vän, i förödelsens stund av Erik Johan Stagnelius. Dikten slutar "Därföre gläds, o vän, och sjung i bedrövelsens mörker: Natten är dagens mor, Kaos är granne med Gud." 
Pjäsen hade en uppmärksammad urpremiär på Malmö stadsteater 1982 i regi av Göran Stangertz, och Kåre Sigurdson (i verkligheten också gift med pjäshustrun, Hanna Landing) i rollen som fadern belönades med Kvällspostens Thaliapris 1983. Tillsammans med uppföljningspjäsen, Kaos är granne med Gud från 1983, blev det Noréns stora genombrott som dramatiker. De båda pjäserna utgör tillsammans med en tredje pjäs, Stillheten (1983), en trilogi i samma miljö med samma familj. De två förstnämnda gjordes 1984 som TV-teater i Sveriges Television utgående från scenproduktionerna på Göteborgs stadsteater i regi av Björn Melander, och de kombinerades då som en annorlunda sammansatt trilogi med en tidigare skriven pjäs, Modet att döda (1978) som en uppgörelse mellan den åldrade fadern och en av de uppväxtpräglade sönerna i en senare tid. (Dessa finns tillgängliga som DVD.)

## Medverkande urpremiären Malmö stadsteater
- Regi: Göran Stangertz
- Scenografi: Olov Fältman
- Koreografi: Edward Wójcicki

- Martin, hotellföreståndare: Kåre Sigurdson
- Elin, hans hustru: Hanna Landing
- Georg, äldste sonen: John-Erik Leth
- David, yngste sonen: Göran Dyrssen

## Uppsättningshistorik
- 1982 - Malmö stadsteater (ovan)
- 1983 - Dramaten (Regi: Göran Graffman, Aktörer: Ingvar Kjellson, Margaretha Byström, Örjan Ramberg, Per Mattsson)
- 1983 - Göteborgs stadsteater + 1984 SVT (Regi: Björn Melander, Aktörer: Percy Brandt, Lena Brogren, Lars-Erik Berenett, Reine Brynolfsson)
- 1984 Svenska Riksteatern (Regi:Lennart Kollberg, Scenografi:Göran Wassberg, Aktörer:Leif Ericsson, Gun Andersson, Kåre Mölder, Benny Fredriksson. ).
- 2007 - Stockholms stadsteater (Regi:Tobias Theorell, Scenografi: Magdalena Åberg, Aktörer: Niklas Falk, Katarina Ewerlöf, Fredrik Gunnarsson, Sven Ahlström; som helafton tillsammans med Kaos är granne med Gud)
- 2011 - Dramaten (Regi: Björn Melander, Scenografi: Sören Brunes, Aktörer: Örjan Ramberg, Irene Lindh, Niklas Engdahl, Rikard Lekander
- 2014 - Göteborgs Stadsteater (Regi: Dennis Sandin, Scenografi: Stine Martinsen, Aktörer: Anna Bjelkerud, Olof Mårtensson, Mattias Nordkvist, Lars Väringer)
- 2016 - Uppsala stadsteater  (Regi: Hugo Hansén. Scenografi: Sven Haraldsson. Aktörer: Lolo Elwin, Gustav Levin, Francisco Sobrado, Ole Øwre)